# Stoffige citroenkorst
Stoffige citroenkorst (Calogaya decipiens) is een korstmossoort uit het geslacht Calogaya.

## Determinatie
Uiterlijke kenmerken
Stoffige citroenkorst is een placodioid korstmos. Het thallus is lichtgeel tot oranjegeel met smalle, berijpte lobben, die kunnen variëren van een breedte en lengte van een halve mm tot een bij twee mm. In het midden soredieus. Apotheciën zijn zelden aanwezig. Indien aanwezig zijn deze oranje met een gele rand en hebben een diameter van 0,4–1 mm. Hij kleurt na reactie met K rood. Pycnidiën zijn aanwezig en ingezonken.
Stoffige citroenkorst lijkt op gelobde geelkorst (Candelariella medians), die in het midden helemaal soredieus is en nooit oranje van kleur.
Microscopische kenmerken
De ascosporen zijn hyaliene, ellipsvormig en meten 12,5–15,5 × 5,5–7 µm. Het hymenium heeft een hoogte van 55–85 µm.

## Ecologie
Stoffige citroenkorst komt voor op steen, vooral basische steen, zoals beton, cement, baksteen, kalksteen, schuttingen, bunkers, weilandpalen en stoeptegels. Ook op kalksteen van dijken en zelden op basalt en graniet.

### Syntaxonomie
In de syntaxonomie staat stoffige citroenkorst te boek als kensoort voor de sinaasappelkorst-associatie (Calogayetum pusillae).

## Verspreiding
Hij komt voor in Europa en Noord-Amerika. In Nederland komt hij in het hele land voor en het is een vrij algemene soort. In Limburg komt hij ook voor op tufkrijt.